# Bożena Kowalska

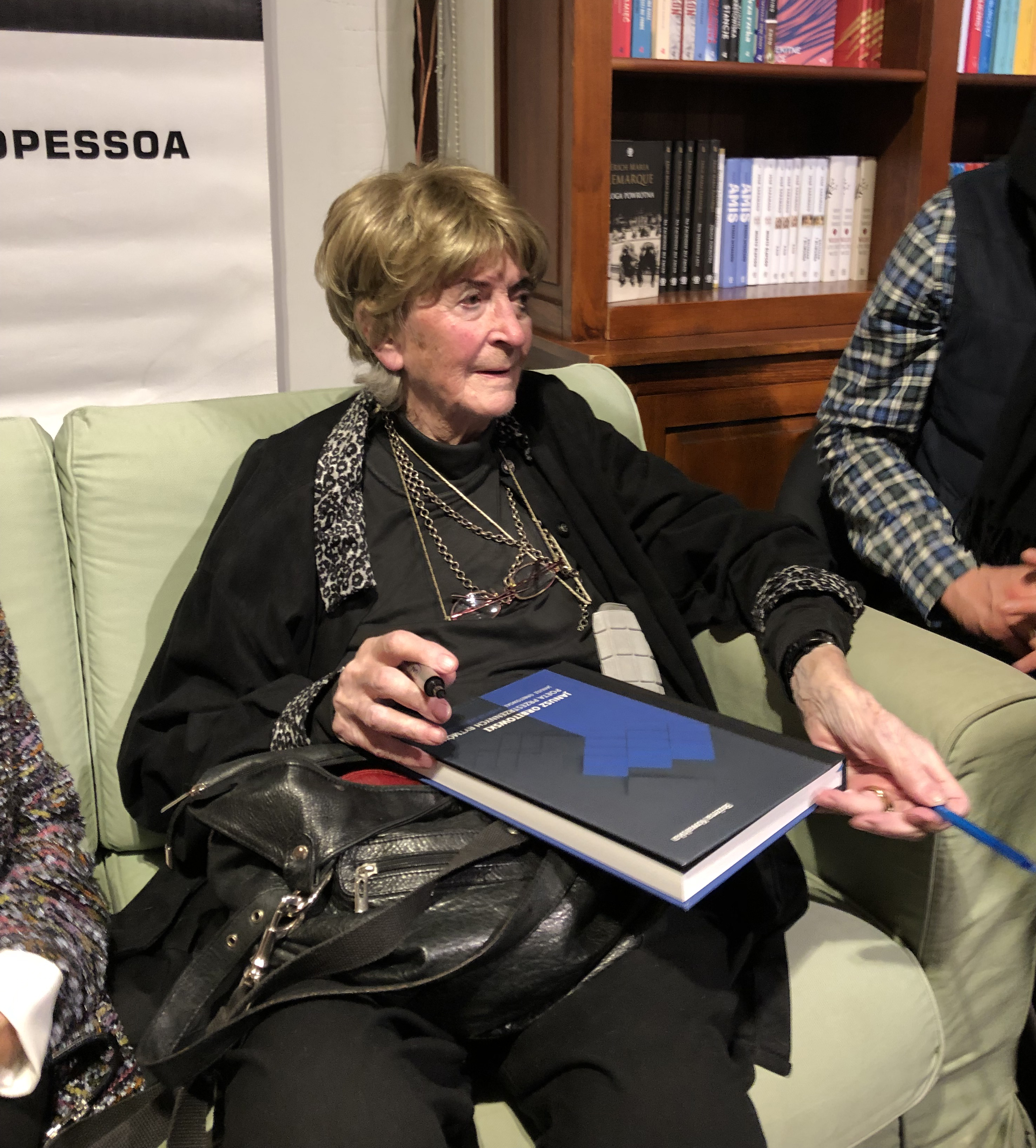
Bożena Kowalska (November 2022)

Bożena Kowalska (* 19. Dezember 1930 in Warschau; † 22. Juni 2023 in Brwinów) war eine polnische Kunstwissenschaftlerin, -kritikerin, -sammlerin.

## Leben und Werk
Kowalska studierte Kunstgeschichte an der Universität Warschau; promovierte 1974 mit dem Buch Polska awangarda malarska 1945–1970 (Polnische malerische Avantgarde 1945-1970). Sie leitete die Bildungsabteilung des Zentralen Büros für Kunstausstellungen in Warschau. In den 1970er Jahren hielt sie Postgraduiertenvorlesungen an der Akademie der Bildenden Künste Warschau. 1989 hielt sie Gastvorlesungen an der Akademie der Bildenden Künste in Nürnberg und in den Jahren 1991–92 an der Kunstakademie in Łódź. Von 1972 bis 2001 betrieb sie in Chelm die Galeria 72 und schuf im dortigen Regionalmuseum eine Kunstsammlung, in welcher fast alle bedeutende polnische und viele internationale Künstler der zweiten Hälfte des 20. Jh.s  vertreten sind. Diese Kollektion umfasste etwa 1500 Werke. Bożena Kowalska war Kuratorin zahlreicher Ausstellungen in Polen und im Ausland und publizierte regelmäßig Bücher, Artikel, Essays, wissenschaftliche Arbeiten, Skizzen über Kunst und Künstler in nationalen und internationalen Zeitschriften (insgesamt ca. 1000 Publikationen). Zwischen 1982 und 2018 organisierte sie die Plainairs für „Künstler, die sich der Sprache der Geometrie bedienen“. Die gespendeten Arbeiten gingen in die Sammlungen in Chelm, Oronsko und ins Museum Elektrownia in Radom ein.
Neben Büchern über zeitgenössische Kunst wie Polska awangarda malarska 1945–1980. Szanse i mity (1988, zweite erweiterte Auflage), Od impresjonizmu do konceptualizmu. Odkrycia sztuki (1989), 20 plenerów spod znaku geometrii (2004), Sztuka w poszukiwaniu mediów und Twórcy – Postawy, Artyści mojej galerii verfasste sie zahlreiche Monographien über zeitgenössische polnische Künstler, darunter Edmund Bartłomiejczyk, Roman Opałka, Jan Berdyszak, Henryk Stażewski, Kajetan Sosnowski, Ryszard Winiarski und Wojciech Fangor, sowie über den deutschen Künstler Karl-Heinz Adler.
2013 wurde sie mit dem goldenen Gloria-Artis-Medaille-für kulturelle Verdienste ausgezeichnet.
Bożena Kowalska starb im Juni 2023 im Alter von 92 Jahren.